# Fusillade de Carcassonne
La fusillade de Carcassonne désigne un incident lié à l'Armée française.
Le 29 juin 2008 à Carcassonne (Aude, France), au cours d’une démonstration publique du groupement des commandos parachutistes du 3e régiment de parachutistes d'infanterie de marine, qui simulait une prise d’otages, seize personnes (dont cinq enfants) ont été touchées par un tir en rafale d'un fusil FA-MAS chargé de balles réelles, par accident. Le sergent avait en effet gardé des balles réelles dans un chargeur de cartouches à blanc.
Cet accident a provoqué la démission du général d'armée Bruno Cuche (chef de l'état-major de l'Armée de terre) officieusement à cause de cet accident. Nicolas Sarkozy a violemment critiqué le général d’armée ainsi que toute la chaîne de commandement en les traitant d’« amateurs ».
Les auditions judiciaires de militaires qui ont suivi ont abouti à la mise en cause l’organisation du régiment. Selon France Info, cinq soldats ont dit à la justice qu’il était habituel dans le régiment que des balles réelles soient gardées après un exercice, contrairement au règlement.
Le 7 janvier 2009, le sergent Nicolas Vizioz, responsable de la fusillade, se voit notifier sa radiation de l'armée d'active par un courrier envoyé au 3e RPIMa par le Chef d'État-Major de l'Armée de Terre.
Le procès se déroule du 10 au 12 avril devant le tribunal correctionnel de Montpellier,.
Le 13 mai 2013, il est condamné à 2 ans de prison avec sursis, sans inscription au casier judiciaire, pour blessures involontaires ; les deux officiers (l'ex-capitaine Hugues Bonningues et l'ex-lieutenant Christophe Allard) supérieurs directs du sergent à six mois avec sursis tandis que l'ex-colonel Frédéric Merveilleux du Vignaux, l'ex-lieutenant-colonel Lionel Peyre et le lieutenant-colonel Jean-Baptiste Pothier sont relaxés,. 
Le jugement sera confirmé en appel le 15 janvier 2014 pour Nicolas Vizioz, tandis que les cinq officiers seront relaxés.